# Software Configuration Manager
Gli Agile SCM Pattern rappresentano un approccio pragmatico dall'utilizzo della gestione della configurazione del software, ed in particolare del version control, come parte integrante del processo di sviluppo agile. Possiamo affermare che l'SCM rappresenta un elemento chiave degli strumenti di sviluppo software e dovrebbe quindi essere sempre preso in considerazione nel contesto delle architetture e delle dinamiche di un team di sviluppo.